# Rincón de San Ginés
Rincón de San Ginés es una entidad colectiva de población (denominada diputación) del término municipal de Cartagena (España), la más oriental de todas, e integra las localidades o entidades singulares de población del territorio de La Manga del Mar Menor que forma parte de Cartagena, la porción de litoral Mediterráneo entre Cabo de Palos y Punta Negra y la zona del Mar Menor comprendida entre Los Nietos y Playa Paraíso. Sus límites por el oeste lo establecen el municipio de La Unión y la diputación de El Beal.

## Historia y Patrimonio
La extensión actual de esta diputación no se corresponde con la de otras épocas, pues parte de ella se segregó para dar lugar al municipio de La Unión y la diputación de El Beal.
La antigüedad de su poblamiento se evidencia mediante los trabajos relacionados con la Cueva de los Mejillones (Los Belones) y los abrigos de Los Dentoles (Calblanque), respectivamente, que demuestran la existencia humana en el Paleolítico Superior al encontrarse en ellos fragmentos de arpones y dardos fabricados en hueso y asta de ciervo. Igualmente existían en el Neolítico poblados de entidad por la presencia de cerámica en el yacimiento de la Cueva de los Pájaros (próximo a Cabo de Palos); de cerámica, hachas de piedra y cuentas de collar pulimentadas en la ya citada Cueva de los Mejillones, lo que indica la continuidad del poblamiento en dicho lugar; y finalmente en Las Amoladeras y Calblanque, aunque estos últimos hasta la fecha han sido tan solo superficialmente excavados. También se manifiesta la presencia del Bronce tardío, situado cronológicamente hacia el final del II milenio a. C., en el asentamiento ubicado en la Cala del Pino, único conocido para este período en el Campo de Cartagena. Por lo que respecta a la cultura íbera y desde el año 1964, se conoce la existencia del poblado y necrópolis de Los Nietos, junto a la rambla de la Carrasquilla en el Mar Menor, cuyos materiales se sitúan en el siglo IV a. C. Y ya en época romana es relevante la ocupación manifestada, en cuanto a actividad minera, de El Castillete en Cabo de Palos.
En cuanto a yacimientos submarinos, que igualmente demuestran la presencia de asentamientos humanos en la costa, y que recientes trabajos lo sitúan a finales del siglo VII a. C. o principios de VI a. C., es de destacar el Bajo de la Campana, próximo a Isla Grosa.
Tras la invasión musulmana, de la que carecemos de información suficiente aunque sabemos que Cabo de Palos se denominaba Tarf-al-Cabtal, es este un lugar desierto en que tan solo polariza las aguas del Cabezo de la Fuente en la sierra litoral y atraen los pastos existentes, donde además abunda la grana que adquiere por entonces una gran importancia en la industria textil.
Pero ni siquiera la repoblación tras la reconquista castellana evitará el que esta enorme extensión deje de ser un hábitat para el asentamiento humano, a lo que hay que añadir la acción de piratas y corsarios berberiscos, por lo que a pesar de sus buenos pastos se convierte en una tierra de nadie durante los siglos XIII al XV.
Todo este panorama cambiará a partir de la incorporación de Cartagena a la Corona de Castilla en 1503, si bien no cesará la amenaza turco-berberisca en sus costas, que sigue impidiendo el establecimiento de población, la roturación de las tierras y el pastoreo. Ya hemos relatado en capítulos anteriores una de las más peligrosas incursiones, que tuvo lugar en mayo de 1558, en el que ocho galeotas que desembarcaron 800 turcos en Cabo de Palos, saquearon toda la zona hasta Alumbres e hicieron cautiva a su población.
A pesar de ello será en el primer tercio de este siglo cuando se forme el primer caserío que tomará su nombre del monasterio, fundado en el año 1491 por el adelantado mayor del Reino don Juan Chacón y del que hemos hablado al describir la diputación de El Beal por encontrarse actualmente incluido en ella. Pero especialmente será en el segundo tercio del citado siglo cuando debido a la expansión de la población cartagenera, y se abran las puertas de sus murallas hacia el monasterio de San Ginés de la Jara, lo que produzca una incipiente, aunque lenta, repoblación y explotación agrícola del campo. Pues son las tierras de San Ginés, en su mayoría, muy feraces y su principal riqueza radica en la agricultura y los pastos, abundando la caza en sus montes próximos y en el llano, por lo que eran muy visitadas por los hijosdalgos de la ciudad aficionados a este deporte.
Frente a la amenaza turco-berberisca es necesario un sistema de alarma y defensivo del amplio litoral del reino de Murcia y dentro de la red de torres que había de cubrirlo se construye en esta zona la torre de Cabo de Palos, que cuenta con artillería, y las atalayas costeras de Juncos y Moscas. De todas formas a finales del siglo XVI sigue siendo el Rincón de San Ginés, según el padre Huélamo, de monte muy espeso y cerrado, por lo que no comenzará su roturación hasta mediados del siglo XVII. También ejerce su actividad, a pesar de todos los peligros, la almadraba de Cabo de Palos, ello es debido a la valentía de los pescadores que son capaces de enfrentarse como buenos soldados a cualquier incursión.
No obstante nos parece muy interesante traer aquí algunos párrafos de la Descripción de Cartagena y su puerto que en el año 1584 hace Gerónimo Hurtado, y que al referirse a esta zona dice: ... poco adelante está cabo de Palos, ques una punta de tierra que sale á la mar donde se allá por espiriencia, que vienen á parar navíos al traves y partes dellos y caxas y otras cosas que por las tormentas se echan á la mar desde más de III leguas al lebante: junto á el ay unas salinas principales llamadas de Sant Gines y otras llamadas del cabo de Palos y luego á la mano izquierda va siguiendo, derecha al norte, una manga de tierra, la cual se ensangosta tanto en la mar mayor y una albufera, que ay de más de siete leguas de largo y casi dos de ancho por lo más¿ tiene dentro de si esta albufera tres yslillas pequeñas y dos de ellas con muchos conejos y como poco usados a seguillos por el peligro de los moros, casi los matan á palos que no huyen de los perros. Llamanse estas yslas la Perdiguera y la ysla de los Conejos y la Mayor.
amparo de los pescadores que se llevaban los moros a menudo¿
Criase en esta albufera mucho pescado y bueno, al modo de los barbos de Tajo y mayores, pero mucho más sabroso y gordo y entiendese que todo el suelo de esta albufera mana agua durze y a esta causa se cría el pescado tan diferente, que en la mar mayor y esto se saca por el agua durze que digo que se alla cavando en la arena de la manga della, que sale tan clara como de una fuente¿
Uno de los elementos que constituían un foco de atracción, no solo para los habitantes de Cartagena sino también para los de Elche y Alicante, era la grana, un tinte para los tejidos, muy abundante en esta zona y que ya en el año 1563 el Concejo hubo de enviar gente armada que expulsara a 120 hombres de estas dos últimas poblaciones que la estaban recogiendo.
A finales del siglo XVI se hallaba establecida en Cabo de Palos una almadraba, de las denominadas de retorno, y un bol, lugar de pescas, en Calblanque. En la almadraba tan solo se pescaban atunes, siendo la temporada de pesca de finales de junio hasta finales de agosto, con un arte hecho de cáñamo y esparto pegado al fondo con áncoras de hierro y por encima atado a las barcas, desde donde se recogería el pescado tras una dura e intensa labor de izado de los copos.
La comercialización del pescado, debido a la lejanía de Cartagena, estaba autorizada por la Compañía de la Pesquera a efectuarse allí mismo a cambio de una contribución, pues los laúdes del reino de Valencia venían a comprar el pescado a Cabo de Palos.
Durante el siglo XVII se lleva a cabo un repartimiento en el año 1683 y entre los 92 lugares que figuran correspondientes al Campo de Cartagena se cita el Campo de San Ginés con 45 habitantes y cuando en el año 1699 se constituye la parroquia de Alumbres pasa a formar parte de ella junto con esta y las de El Hondón y Los Roches.
A principios del siglo XVIII el término municipal de Cartagena se dividirá en 17 diputaciones o partidos y entre ellos el de San Ginés, figurando en el Reparto de Sal de 1715 con este nombre y 548 habitantes, experimentando una abundante roturación al ser ofertadas más tierras por el Concejo y comenzando su repoblación forestal, principalmente con encinas, carrascos, donceles y álamos.
Cuando en el año 1755 se lleva a cabo el catastro de Ensenada queda registrado que la ciudad de Cartagena tiene abundantes bienes propios en la diputación de San Ginés, así como el Convento de San Francisco y la cofradía de Nuestra Señora de los Llanos.
Un estado de 1758 registra la existencia en San Ginés de 76 labradores con 453 fanegas para sembrar, así como la existencia de 7 molinos harineros. Y en libro de vecindario correspondiente al año 1761, que comprende todos los individuos seglares que se alojan en el convento de San Francisco en la diputación de San Ginés de la Xara, dice que se compone de 18 sacerdotes, 8 novicios, 18 legos profesos y 6 donados.
En 1771 según las averiguaciones efectuadas para el pago de la contribución ya tiene 1.020 habitantes y en 1787 en el censo de Floridablanca 963 habitantes. En el Nomenclátor o Diccionario de las ciudades..., publicado en 1789, citado ya en estos trabajos con anterioridad, figura San Ginés como aldea de realengo y con alcalde pedáneo.
En los manuscritos de la colección de Vargas Ponce podemos encontrar el estado de la existencia de vecinos correspondiente a los años 1796 y 1797 en la ya constituidas 21 diputaciones de la jurisdicción de Cartagena (entre las que no se encuentran todavía la de Beal y Algar), dice que en la diputación de San Ginés existen en el primero de los años citados: 119 vecinos, 25 yuntas mayores 24 menores y 8 de vacuno, y 6 cerdos, correspondiéndole en el reparto de la sal 73 fanegas y 6 celemines, y en el segundo de los años citados: 123 vecinos, 240 hombres y 740 mujeres, 19 yuntas mayores 5 menores y 3 de vacuno y 2 molinos de sal, correspondiéndole en el reparto de la sal 37 fanegas y 10 celemines.
Como consecuencia de las reformas administrativas llevadas a cabo durante el transcurso del siglo XIX quedará dividido el término municipal en 21 diputaciones rurales y 4 barrios extramuros.
Tras la entrada en vigor de la Constitución de 1812 pasó a formar parte del municipio de Alumbres, junto con esta diputación y las de Roche y Garbanzal, lo que duró un año escaso. Nuevamente en el trienio liberal formó parte del municipio de El Algar, pero quedó abolido con el retorno de Fernando VII en 1823.
En el año 1836 los vecinos del Rincón y de San Ginés, a pesar de lo dispuesto en el artículo 310 de la Constitución, solicitaron a la diputación provincial quedasen exceptuados de formar ayuntamiento debido a la escasez de medios y lo costoso que resultaría su mantenimiento, a lo que si bien en principio no fue aceptado sí que llevó a cabo la separación de la entonces denominada diputación de San Ginés en otras dos, que pasarían a denominarse Algar y Rincón de San Ginés a partir del 21 de diciembre de 1837.
En el padrón general correspondiente al año 1845 se relacionarán en la diputación del Rincón de San Ginés tan solo 106 vecinos y 495 almas, y cuando dos años después se expida en el ayuntamiento una nota en que se aclara la clase y calidad de los terrenos que ocupa cada una de las diputaciones o partidos del campo de este término municipal en que se halla comprendido el de la extinguida villa de La Palma (Cartagena) respecto a haber sido suprimido su ayuntamiento por orden de S.M., al referirse al Rincón de San Ginés dice que, Sus tierras son de 3ª y algunas de 2ª blancas; pocas de riego de noria sacada el agua con caballería, viñas y arbolado; crecida parte de olivos; muchos montes y ramblas hasta la orilla del mar menor y torre de Cabo de Palos; terrenos incultos, marinas y eriazos sin aprovechamiento.
A mediados de siglo, con la reactivación minero-metalúrgica, debido al aumento de asentamientos, tomará una nueva configuración en su espacio físico esta diputación, en especial con la formación de la diputación de El Beal, el municipio de El Garbanzal en 1859 y finalmente el de La Unión en 1869.
El faro de Cabo de Palos y el de Portmán fueron construidos como consecuencia de un plan general aprobado en el año 1847 y el de Cabo de Palos se iluminó por vez primera el 1 de febrero de 1865.
Estos faros se construyeron sobre la antigua torre de costa, existente en cada uno de los lugares citados. La de Cabo de Palos o de San Antonio, que ya hemos citado anteriormente, pertenecía al proyecto del ingeniero Antonelli y debió estar terminada hacia el año 1581.
Tiene esta diputación en el poblado de Los Belones una preciosa iglesia rectoral que constituye un verdadero tesoro artístico, tras la restauración de la ermita en el año 1991 y bendición el 9 de diciembre por el entonces obispo Azagra, que desde el 3 de enero de 1893 es parroquia bajo la advocación de San Isidro Labrador, disgregándose de la de Alumbres, dando lugar con el paso del tiempo a las también parroquias de La Manga y Cabo de Palos.
La planta de esta ermita es muy similar a otras que hemos visto en el municipio de Cartagena. La nave central está flanqueada por dos laterales donde en sus capillas se veneran imágenes de gran belleza y tras el crucero en el altar mayor, con un retablo, se encuentra el santo titular.
Todavía existe en ella la cripta donde estuvo enterrado el almirante Antequera, hasta su traslado al Panteón de Marinos Ilustres, junto a otros familiares y en la que se conservan todavía las lápidas de un ilustre cartagenero, Luis Angosto Lapisburu, y Antonia Vidal-Abarca y Lapisburu de Angosto (respetamos la grafía de los apellidos). Los restos mortales fueron trasladados al cementerio construido en el año 1893.
Del Nomenclátor publicado por la Dirección General de Estadística, con referencia al 31 de diciembre de 1920, tomamos en lo que afecta a esta diputación, una de las 23 del término municipal, los siguientes datos: 2.871 habitantes de hecho y 2.986 de derecho, distribuidos en los 1.191 edificios y albergues que componen los caseríos de Atamaría, Barracas, Los Belones, Cabo de Palos, Calera, Cobaticas, Corralón, Jordana, El Mojón, Los Nietos de Abajo y Los Nietos de Arriba.
Cuando el cronista de Cartagena Federico Casal Martínez publica en el año 1923 como guía oficial El Libro de la Ciudad de Cartagena, nos expondrá la división del término municipal en 23 diputaciones.
En cuanto a la diputación del Rincón de San Ginés comprende en sus cinco barrios los siguientes parajes: Atamaría, Las Barracas, Los Belones, Los Benzales, La Barra, Cobaticas, Cabo de Palos, Casas Molino, Cabezo Negro, Los Cobachos, Calnegre, Cuesta, Las Cenizas, La Cañada, La Ermita, La Manga del Mar Menor, San Fulgencio, Los Garrido, Los Juncos, Don Leandro, El Mingote, Los Nietos, Los Rebollos, La Rivera, El Sabinar, Los Serranos, Los Trioles, Los Vascos, Lo Vallejo y El Vaquero.
Diez años después el mismo autor nos proporciona nuevos datos en su Nuevo Libro con el mismo carácter de guía oficial. Y manifiesta que permanece la división del término municipal en 23 diputaciones, algunas consideradas barrios extramuros, siendo la del Rincón de San Ginés una de ellas.
Los caseríos y parajes que comprende esta diputación son San Ginés, Cabo de Palos, Los Nietos, Atamaría, Barracas, Los Belones, Calera, Cobatica, Corralón, Jordana, El Mojón, Los Nietos de Arriba, Sabinal y La Rivera. Todo ello arrojaría en el censo del año 1930 una población de 2.585 habitantes de derecho y 2.577 de hecho.
Creemos interesante añadir a estos datos la referencia que el cronista Casal hace en el mismo libro de los lugares más importantes de esta diputación: Los Nietos y Cabo de Palos. En cuanto al primero dice que al amparo de su magnífica y hermosa playa cada día existen más edificaciones y el ayuntamiento se preocupa especialmente de su urbanización e higiene, al ser un lugar donde se reúne una numerosa colonia veraniega procedente de La Unión, Murcia y Cartagena.
Existen además en este lugar unos baños termales, un café-casino restaurante, otro Gran Bar y restaurante El Tropezón, el kiosco de María, el bar de Pedro López Fernández y el Gran Café en la Pescadería propiedad de Mariano Bernal.
En cuanto al caserío de Cabo de Palos, caput paludis, que cada día adquiere mayor extensión con nuevas y sólidas edificaciones en las que en el estío se reúne una nutrida colonia de veraneantes.
Es en esta época cuando se dispone que se construyan una batería antiaérea y otra de costa en el monte de las Cenizas, y una de costa en la zona este del faro de Portmán, como aplicación del Plan de Defensa de la Base Naval de Cartagena.
La antiaérea, que será conocida por su ubicación con el nombre de Negrete, al estar emplazada en el citado cabo a una cota de 283 m, se artillará con material Vickers de 105 mm entre los años 1930 y 1932, encontrándose operativa en el año 1933 y actualmente está desartillada. La de costa de Cenizas, emplazada en dicho monte a una cota de 305 m comenzarán las obras en el año 1930 y se artillará con material Vickers de 381 mm fabricado en Inglaterra, quedando operativa en el año 1934. La de costa de La Chapa se emplazará al este de la bahía de Portmán a una cota de 48 m y se artillará con material Vickers de 152¿4 mm, actualmente está desartillada.
Hoy día toda esta zona ofrece un panorama de arquitectura militar densamente fortificado manteniendo su belleza natural, lo que testimonia una parte de nuestra historia y donde aún permanecen las moles impresionantes de los dos cañones de Cenizas, fruto de la técnica de aquella época.
A partir de 1950 aparecen unos nuevos hábitos de vida y un acercamiento paulatino de la población al litoral del municipio, en especial al de esta diputación, que carente de una planificación adecuada y espoleado por los especuladores urbanísticos, han dado el resultado de lo que hoy contemplamos en la ribera del Mar Menor, sometido a una inaguantable presión que acabará por romper el equilibrio ambiental, y un amasijo inconexo de especies y obras asentadas en esa lengua de arena que divide los dos mares.
Así nacen urbanizaciones de ocupación temporal en Cala Flores, Playa Paraíso, Playa Honda, Islas Menores, La Manga del Mar Menor, y finalmente La Manga Club, que puede ser una excepción por su respeto a la naturaleza, disciplina urbanística y ambientación, situada en el paraje natural del Coto de Atamaría.

## Entorno natural
Desde el año 1987 las 1.882 hectáreas de Calblanque forman un Espacio Natural Protegido, ya que constituye lo más representativo del litoral de la región en su estado natural, con formaciones de acantilados, playas de arena, dunas fósiles, salinas, saladares, cabezos montañosos y cultivos, tratando de defenderlo frente a la fuerte presión humana que sufre, especialmente en los meses de verano, que ocasiona graves problemas tanto por la circulación de vehículos como por los residuos depositados.
Más atractiva aún hace a esta zona su variada riqueza vegetal, palmito, arto y sabina mora en la zona de sierra, en la que destacan los cabezos de la Fuente (342 m) y del Horno (258 m), las especies asociadas a áreas de cultivo como la higuera y el algarrobo, así como algunas especies endémicas del Sureste, como la Euphorbia mazarronensis y la Guiraoa arvensis, consideradas ambas como amenazadas de extinción.
En las salinas del Rasall y en el saladar que lo rodea, existe una flora muy interesante compuesta principalmente por especies adaptadas a vivir frente a una fuerte concentración de sal, siemprevivas y taray principalmente, así como una fauna acuática de cigüeñelas, flamencos, garcetas, archibebes, chorlitejos, tarro blanco, e incluso un endemismo ibérico, el pez denominado fartet. En la zona de dunas encontraremos al alcaraván, la terrera marismeña y la cogujada, así como la lagartija colirroja, y en la sierra el abejaruco, currucas, el búho real y el águila perdicera. Entre los mamíferos es frecuente el zorro, el conejo, el tejón y la garduña.
También merece una especial referencia las instalaciones de La Manga Club, entre otras un hotel, tres campos de golf y ocho de fútbol, que en un bello y muy cuidado enclave paisajístico constituye una oferta turística de elevada calidad. Desde el año 1971, fecha de su inauguración, es conocido internacionalmente ya que fue la sede del Open de Golf de España en los años 1974, 1975, 1976 y 1977, y en la actualidad es la zona preferida por los equipos de fútbol de Europa para sus entrenamientos de invierno.

## Población
En el Padrón Municipal de habitantes correspondiente al año 1996 figura el Rincón de San Ginés entre las 23 entidades colectivas del municipio, que comprende a su vez a las entidades singulares de Atamaría, incluye Urbanización Campo de Golf, (61); Las Barracas, núcleo y diseminado, (92); Los Belones (1.474); Cabo de Palos, núcleo y diseminado, (780); Cala Reona, incluye Cala Flores, (185); Cobaticas (6), Islas Menores (37); La Manga del Mar Menor (641); Mar de Cristal, núcleo y diseminado, (44); Los Nietos (379); Los Nietos Viejos, núcleo y diseminado, (181); Playa Honda (58); y El Sabinar (6). Totalizan una población de 3.944 habitantes, 1.990 hombres y 1.954 mujeres, lo que supone un leve descenso respecto al año 1991 en que el padrón ascendió a 4.004 habitantes. Las islas pertenecientes a esta diputación: Grosa y Hormigas en el Mediterráneo, y del Ciervo, Rondella y del Sujeto, en el interior del Mar Menor, se encuentran totalmente despobladas.

## Economía
La actividad principal de la población en esta zona es la relacionada con el sector turístico y la construcción, como consecuencia del desarrollo de dicha actividad, y en menor escala la industrial y agrícola. En esta última el regadío se impone cada vez en mayor medida al secano, destacando entre las hortalizas el pimiento, la lechuga, el brécol, el melón y los agrios, y entre los cultivos industriales el algodón, permaneciendo el almendro y en menor escala el algarrobo. En cuanto a la ganadería destacan el ovino y las granjas de aves.

## Fiestas locales
Los Belones: 6 a 15 de mayo, Romería del Cabezo de la Fuente. Mes de mayo.
La Manga, 15 a 18 septiembre.
Los Nietos: Cofradía de Pescadores: 14 a 16 de julio.
Playa de Los Nietos: 2 a 31 de agosto.  Los Nietos Viejos: 21 a 29 de septiembre.
Mar de Cristal: 14 y 15 de agosto.
Playa Honda: 20 de julio a 19 de agosto.
Islas Menores: 28 de julio a 5 de agosto 
Cabo de Palos, 14 a 18 de agosto. Semana Santa. Festival de Habaneras (agosto)

## Transportes y comunicaciones

### Autobús
El servicio de transporte público urbano conecta las localidades con la ciudad de Cartagena durante el periodo estival.
| Línea | Recorrido                                              | Operador       |
| ----- | ------------------------------------------------------ | -------------- |
| 21    | Cartagena - Los Urrutias - Playa Honda (solo verano)   | ALSA (TUCARSA) |
| 22    | La Manga - Los Urrutias (Búho Mar Menor / Solo verano) | ALSA (TUCARSA) |

El servicio de viajeros por carretera del municipio se engloba dentro de la marca Movibus, el sistema de transporte público interurbano de la Región de Murcia (España), que incluye los servicios de autobús de titularidad autonómica.
| Línea | Recorrido                                                          | Operador       |
| ----- | ------------------------------------------------------------------ | -------------- |
| 43    | Cartagena - Cabo de Palos - La Manga del Mar Menor                 | ALSA (TUCARSA) |
| 44    | Cabo de Palos - Veneziola (Bus Manga)                              | ALSA (TUCARSA) |
| 46    | San Pedro del Pinatar - San Javier - Los Alcázares - Cabo de Palos | ALSA (TUCARSA) |

También dispone de conexiones con Murcia.

### Ferrocarril
Cuenta con tres apeaderos (Los Nietos Viejos, Los Nietos-Pescadería y Los Nietos) del ferrocarril de vía estrecha de la compañía Renfe Cercanías AM que opera la línea Cartagena-Los Nietos.